# 과거제

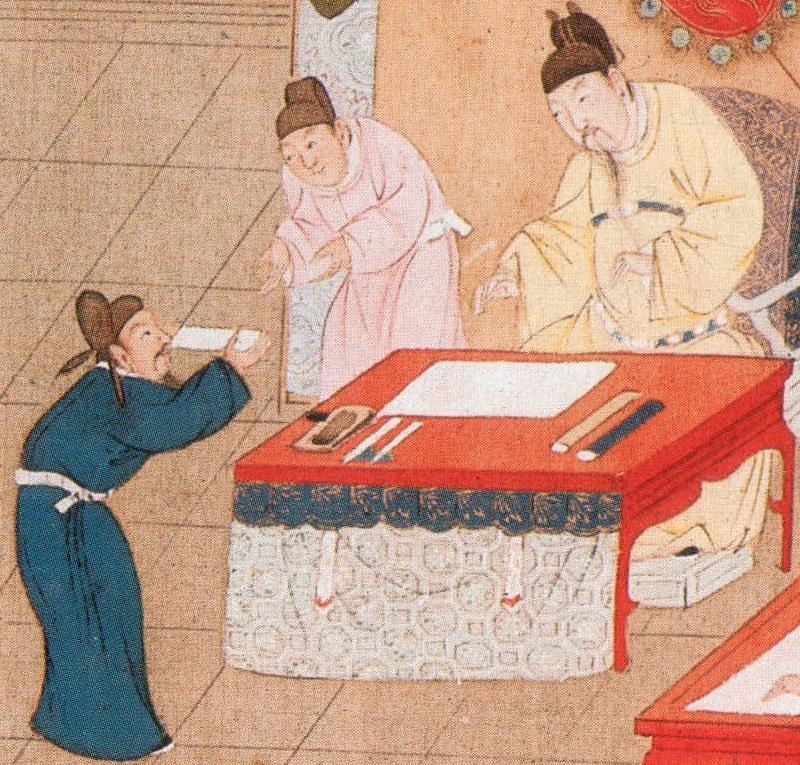
북송의 과거

과거(科擧) 또는 과제(科第, Imperial Examination)는 중국과 한국 등에서 시험을 치러서 관리를 뽑는 제도이다.
중국에서는 수나라 때, 한국에서는 고려 때 처음 시작했다. 조선때는 거의 경복궁 근정전에서 치려졌다.

## 중국의 과거
수 문제(隋文帝)는 한나라 멸망 이후 400여 년간 계속되었던 남북조 시대의 분립을 무력으로 제압하여 중국을 재통일하였고, 새로운 관리를 선발하기 위해 과거를 시행하였다. 과거 제도는 지역별로 할거하고 있던 귀족 세력에 대한 견제를 위한 것이었다. 이후 당나라 시대에 정기적인 과거가 시행되었고, 송나라에 이르러 과거에 의해 관리를 선발하는 것이 보편화되었다. 또한 전시(殿試)를 도입해 왕권 강화에도 도움을 주었다. 신라의 최치원이 당나라의 과거에 응시하여 합격하였던 것에서 보이듯 당나라는 외교관계 개선의 목적으로 주변 국가의 인재들에게 과거 시험의 응시 자격을 주기도 하였다. 원나라 시대에는 과거가 거의 실시되지 않았으나, 명나라에서 부활하여 과거는 청나라에 이르기까지 지속되었다.

## 한국의 과거

### 과거 제도의 도입
788년 신라 원성왕 때에 당나라의 영향으로 독서삼품과를 설치하여 과거를 도입하였으나, 신라의 신분 제도인 골품제의 유지로 관리 발탁에는 한계가 있었다.

### 고려 시대의 과거
고려의 건국 세력은 신라 하대에서 후삼국 시기에 형성된 지역 유력가인 호족들이었고, 고려 건국 이후 귀족이 되었다. 이미 고려의 태조인 왕건 시기부터 귀족은 왕권에 대한 강력한 도전자이었다.
본격적인 과거의 도입은 고려 광종 시기에 이루어졌다. 중국에서 귀화한 쌍기가 광종에게 건의하여 과거제를 실시하게 되었다.
고려의 광종은 귀족들에 대한 견제를 위해 과거를 도입하였으나, 결국 고위 귀족의 자식들을 과거 없이 관리로 등용하는 음서를 병행하게 되었다.
고려 말 성리학이 전래되면서 신진사대부에 의해 유교적 이상에 의한 정치의 실현이 강조되었고, 모든 관리를 과거를 통해 선발하자는 주장이 거세지게 되었다.
고려의 과거는 제술업, 명경업, 잡업으로 나뉜다. 제술과는 문학적 재능과 정책 등을 시험하고, 명경과는 유교 경전에 대한 이해 능력을 시험하여 문신을 뽑았다. 잡과는 법률, 회계, 지리 등 실용 기술학을 시험하여 기술관을 뽑았다. 법제에서는 양인 이상은 누구나 시험에 응시할 수 있었으나, 실제로 제술과와 명경과에 응시하는 사람은 주로 귀족과 향리의 자제였고, 백정 농민은 주로 잡과에 응시하였다. 무과는 고려 예종때 관학을 진흥하면서 무학재를 설치하여 잠시 운영되었다가 그만두게 된다. 이후 고려는 공민왕 때까지 문신 선발 위주의 과거제를 실시하였다.

### 조선 시대의 과거
조선의 과거 시험의 종류에는 문과, 무과, 잡과가 있었다. 초기의 모든 합격자에게 백패라는 증명서를 지급했으나, 후에 소과 합격자와 구별하기 위해 대과 합격자에게는 홍패를 지급하였다.
문과는 3년마다 치르는 정기시인 식년시와, 비정기시인 증광시, 별시, 알성시 등이 있었다. 문과는 초시, 복시, 전시 순으로 초시서 각도의 인구 비례에 맞게 뽑아, 복시에서 33인을 선발하고, 왕 앞에서 치르는 전시에서 순위를 결정하였다.
과거는 양인 이상이면 누구나 응시가 가능하였다. 그러나, 문과에서는 탐관오리의 자제나 재가한 여자의 아들 그리고 서얼의 응시를 금하였다. 서얼들은 이 때문에, 청요직에는 문과 합격자만이 임용이 가능해, 정조 때 소청운동을 통해 일부 규장각 검서관으로 등용되었다.
문과 시험의 경우, 초시, 복시에 거쳐 소과를 통과하여 성균관 입학 자격 및 대과에 응시할 수 있는 자격을 얻을 수 있었는데, 이때 성균관 유생은 대과를 보기 위해선 원점 300점을 얻어야 응시자격이 주어졌으며, 그럼에도 불구하고 연말 연고라는 시험을 통해 천거되어 관리직을 얻거나 대과의 초시에 면제될 수 있었다. 또한 소과는 생원진사시라고도 하는데, 생원시는 사서오경의 제목으로 유교 경전에 관한 지식을. 진사시는 부와 시의 제목으로 문예창작 재능을 각각 시험하였다. 그리고 소과의 경우 통과하면 종9품의 관직을 차지할 수 있었다.  
대과 초시와 복시는 삼장연권법 또는 동당삼장이라 하여 초, 중, 종장으로 나누어 1일 간격으로 시취했다. 초시는 식년 봄에 치를 복시에 대비하여 식년 전해의 9월 초순경에 치러졌는데, 초시는 관시, 한성시, 향시가 있었다. 관시는 문과 중에서도 성균관 유생 가운데 우수한 사람들만 응시할 수 있었으며, 지방에서도 치러지는 초시와 다르게, 복시와 전시는 서울에서만 시행됐다. 초장에는 경학, 중장에는 시, 부, 표, 종장에는 시무책을 보았으며 초장의 경학 시험은 강경과 제술이었다. 이때 제술 시권에 몇 가지 제한사항이 있었는데, 해서로 쓰지 말 것, 불교나 도교 등 이단에 대해 쓰거나 인용하지 말 것, 붕당을 언급하지 말 것, 국왕의 이름을 쓰지 말 것, 신기하고 기괴한 문자를 쓰지 말 것 등이 있었다. 강경 시권의 경우 제술 시권보다 보기가 드문데 강경의 경우 비정기시에서 일부 과목이 제외될 때 강경이 제외되는 경우가 많아 시험 횟수가 제술에 비해 적었기 때문이었다. 그러나 강경 점수가 높으면 시권에 이름과 나이를 빼먹는 착오가 벌어져도 중장 종장에 나아가지 못하던 전례에도 불구하고 구제 여부를 논의하는 경우가 다반사였다. 그렇다고 불교를 완전히 배척하는 분위기라고 말할 수 없는 까닭은 자타공인 왕실세력인 세조와 문정왕후가 불교를 숭상했다는 사실은 명백하기 때문이다.
대과의 초시와 복시를 통과하고 남은 33인은 관리로 제수하게 되는데 이때 전시를 통해 33명을 순위 매겨 관직의 품계가 달라지게 된다. 전시는 임금이 주제하는 시험이므로 임금의 입김이 여느 시험보다 셀 수밖에 없는데 실제 답안지를 보지도 않고 임금의 손길 한 번에 장원급제의 영광을 떠앉을 1인이 결정됐다는 사실은 공공연하다. 뿐만 아니라 문벌세력을 의식하여 따로 유력 가문의 답안을 한번 더 살펴보고, 지방이 아닌 서울 출신의 양반가 자제를 뽑을 필요가 있다는 말도 무시할 수 없다.
최후의 33인은 갑, 을, 병 중에서도 1등과 꼴등을 가리는데 갑 1등이 장원급제자며, 장원 급제자의 경우 곧바로 종6품으로 승격되어 (9품부터 시작했을 때) 8~10년이 걸리는 승진기간을 파격적으로 줄일 수 있었다. 이외에도 70세 이상 관리는 치사하는 것이 관례인데 장원급제자의 경우 칠십이 넘도록 녹봉을 받으며 관직 생활을 이어나갈 수 있었으며, 높은 관직과 요직에 임명하는 것은 물론 임금이 직접 여러 가지 물건이나 잔치를 하사하기도 하였다. 뿐만 아니라 급제자의 어머니에게 곡식과 작위는 물론 세종 때 이르러 아버지에게 벼슬을 주고, 죽었으면 벼슬을 추증했다.
그러나 꼭 양인의 신분을 가지고 있더라도 과거시험 응시 자격이 주어지지 않는 경우가 있는데 응시자가 첩, 또는 실행녀의 자손인 경우가 그러하다. 드물게 임금의 눈에 들어 장원 급제하거나 응시자격에 드는 경우가 있지만 대개 서얼들은 과거 시험의 문턱에 오르지 못하는 경우가 다반사였다. 게다가 부모의 은덕을 중시하는 조선의 유교문화권 아래에서는 3년상을 치르기 전엔 과거 시험 자격이 주어지지 않았으며, 일을 들켰을 땐 응시 자격을 박탈하는 경우도 허다했다. 세조 때 사용을 지낸 조효례는 모친상을 당한지 1년이 지나 무과 중시를 보아 관직 임명장이 회수되었고, 그 후 사면되어 성종 5년에 어머니 상중에 과거를 본 일로 또다시 관직에서 파직되었다. 
무과시험은 조선시대 무인을 선발하기 위해 실시한 과거시험으로서 고려시대 실시하지 않았던 것과 달리 시행된 과거시험이었다. 문과와 마찬가지로 3년에 한번씩 치러지는 식년무과와 각종 비정규 무과가 있었고, 식년 무과는 초시, 복시, 전시 세 단계로 시험이 이루어졌다.
초시는 원시와 향시가 있었고, 원시의 경우 훈련원이 주제하여 70인을 선발하며 향시는 도의 병마절도사가 50인을 뽑았다. 복시는 서울에서 치러졌으며 강서와 무예를 통해 28인을 선발하였지만 문과와 달리 28인보다 더 많은 인원을 뽑는 경우가 대부분이었다. 후기에 오면 식년무과에서 몇 백인을 뽑는 예가 잦았다. 
잡과시험은 잡업이라 하여 기술관 등용을 위해 실시하였던 과거시험이며, 외국어인 역과, 법률과인 율과, 의술과인 의과, 천문학 공부를 하는 음양과 등의 많은 종류의 잡과를 두었다. 합격자는 국가에게 전지를 지급받았다. 그러나 무과와 문과와 달리 응시 인원이 적어 식년시, 증광시 두 가지 시험만 존재하였으며 초시와 본시 두 단계만 존재했다. 보통 기술직이었기 때문에 세습되는 경우가 많았고 중인으로서 양반과 평민 사이의 독자적 신분층을 가지고 있었다.

### 과거의 폐단
과거에 대한 폐단은 조선 중기 이후 지속적으로 거론되었다.
우선 과거를 치르는 장소와 응시자의 수가 문제가 되었다. 조선 후기 북학파의 학자였던 박지원은 자신의 글 <하북린과>에서 "과거장에 들어가려니 응시한 사람만 수만 명인데 과거장에 들어갈 때부터 서로 밀치고 짓밟아 죽고 다치는 사람이 사람이 많았다"라고 기록하고 있다. 또한 수만 명의 답안을 서너 명의 관리가 채점하다 보니 늦게 제출하는 사람의 답안은 사실상 묻혀 버리고 말았다. 그리하여 과제를 빨리 확인하고 재빨리 답을 써 내기 위해 서너 명이 조를 짜서 전쟁 치르듯 과거 시험에 응했다고 한다. 먼저 하인들이 몸싸움을 불사하며 좋은 자리를 잡아내면(→선접꾼) 좋은 글귀로 글짓는 사람이 글을 짓고 함께온 대필가가 글씨를 써서 제출하는 경우가 허다하였다. 사실상 대리 시험이 성행했던 것이다.
지방 배분도 큰 문제거리의 하나였다. 서북(황해도 및 평안도 지역)에 대한 차별은 홍경래의 난이 일어난 원인 중 하나로 지목된다. 이재난고에는 전라도 출신 또한 차별받았다는 주장이 있다.

### 조선 후기의 과거 폐해
30대가 과거 합격 평균연령인데다 심하면 70세를 넘어 과거에 급제하는 경우가 비일비재할 만큼 급제 열풍은 부작용을 낳기 충분했다. 이를테면 응시자가 이름을 속이거나, 다른 사람이 지은 글을 빌리거나, 다른 사람을 대신해 시험을 응시하거나, 요약집을 작게 만들어 베끼는 행위, 활을 대신 쏴주는 행위 등 가지가지로 커닝이 이루어져 세종 29년 3월 부정행위에 대한 처벌 규정까지 마련되었다. 곤장 100대와 도형 3년을 집행하고 시관 가운데 응시자에게 문제를 누설하거나 봉미를 엿본 사람들도 관리에 항구히 임용하지 못하게 했다. 그러나 조선 후기에 이르러 과거의 폐단이 날로 갈수록 심해져 까막눈이어도 뒤를 봐줄 사람이 있다면 장원을 차지하는 일이 심해졌으며, 세도정치기가 되자 과거의 폐해가 더 심해진다. 영조 때엔 시험장 안에 간식이나 술, 담배를 파는 장사꾼까지 드나들었으며, 응시생을 확인하는데 시간이 많이 든다는 이유로 호명입문도 폐지되었으며, 시험장의 좋은 자리를 차지하기 위해 몸싸움을 벌이다가 인명피해를 입은 일도 다반사였다. 숙종 초년에는 지방 시험관리가 제대로 이루어지지 않아 초시 불합격자가 회시에 응시하여 합격까지 하였으며 성균관 유생 중 300점을 채우지 않았는데도 관시를 응시한 경우도 있었다. 순조 때에 이르러 시험장 장내외 구분이 모호해졌고 문제가 적힌 쪽지가 이리저리 돌아다녔다. 
순조와 헌종 때에는 통과라는 새로운 과거 제도도 추가되었다. 황현에 의하면 '고종때의 재상들은 거의 통과 출신(순조, 헌종 이후에 생겨난 과거 시험의 한 종류로 고려시대의 홍분방을 본딴 것)이다. 그러나 평소문자의 형감(시비와 선악을 구별하는 것)도 제대로 가려내지 못하여 항상 고시가 있을 때마다 자신의 부귀를 믿고 뽐내며 자랑하고, 다른 사람들과 정당하게 겨루지 않고 스스로 공경함을 뽐냈지만 이들 통과 합격자들은 실은 일자무식한 자들이었다. 따라서 모래와 금을 가려내지도 않고 일반에게 통용되는 도리가 되어 한마디로 속권모발(과거를 주재하는 시험관이 응시자 전체의 시권을 고교할 수가 없어서 한데 묶고 그 중에서 뽑아냄)에 그치는 일도 있었다.' 한다. 그리하여 당대의 사람들은 일자무식꾼들이 과거를 치르고 일자무식꾼들이 과거급제자로 선발된다고 했다.
고종 때에 가서는 과거를 돈주고 파는 매과도 생겨났다. 황현에 의하면 고종과 민비는 원자가 태어나자 궁중에서는 원자가 잘 되길 빈다는 핑계로 제사를 8도 강산에 두루 돌아다니며 지냈다. 이렇게 탕진하는 하루 비용이 천금이나 되어 내수사가 소장한 것으로는 비용 지출을 감당할 수가 없었다. 마침내 호조나 선혜청에서 소장한 공금을 빌려서 사용했지만 그것이 위반이라고 말하는 사람도 전혀 없었다. 1년이 채 못돼 대원군이 비축해 놓은 재물을 모두 탕진했다. 그래서 매관이나 매과까지 기승을 부렸다. 고 한다.
1894년(고종 32년)의 과거에서는, 초시를 돈으로 매매했다. 처음엔 2백 냥에서 3백 냥을 주는 등 금액이 오르지 않았는데, 5백 냥을 말하면 사람들이 혀를 찼다. 1894년 전의 액수는 천여 냥을 요구해도 보편적으로 생각했다. 이 무렵 과거 시험에 응시했던 윤치호, 이승만, 김구 등은 이와 같은 편법 때문에 모두 과거 시험에서 낙방하고 만다. 중견 관료의 아들이던 윤치호는 음서 제도로 관직에 진출했지만, 가난한 환경에 처해있던 이승만과 김구 등과 여러 가난한 집안의 자제들은 이에 좌절하여 기독교와 동학에 각각 투신하게 된다.

## 그 외 아시아의 과거
중국에서 유래된 과거는 유교와 함께 인근 지역에 전파되었다.
- 베트남은 프랑스의 식민지가 되기 전까지 과거를 통해 관리를 선발하였다.
- 일본에서는 헤이안 시대에 도입되었으며, 대부분 하급 귀족이 응시하여 합격자는 중급 귀족이 되는 신분 상승이 있었다. 이 때문에 대귀족(大貴族)이라 불리던 상급 귀족은 과거를 치르지 않았으며, 귀족 사회가 계속 지속되었다. 그 뒤 무사계급(武士階級)의 등장으로 일본에서의 과거는 유명 무실해졌다.

## 같이 보기
- 메리타크러시
- 구조적 기능주의
- 의과
- 음서
- 공개 채용
- 특별 채용
- 행정고시
- 사법시험